# Зубрилин, Алексей Алексеевич
Алексей Алексеевич Зубрилин (23.03.1906, село Лудина Гора, Волоколамский уезд Московская губерния — 22.10.1966, посёлок Дубровицы, Московская область) — советский учёный, специалист по технологии травяных кормов.

## Биография
Сын уездного агронома Алексея Арсеньевича Зубрилина — участника Марковской республики.
Окончил Московскую сельскохозяйственную академию (1928) по специальности учёный агроном-зоотехник. В 1929—1931 технический директор молочного совхоза МСПО «Фаустово».
С 1931 г. работал во Всесоюзном институте кормов: учёный специалист отдела технологии кормов, зав. отделом, зам директора по науке. В 1937 г. без защиты диссертации присвоена степень кандидата с/х наук.
Совместно с С. Я. Зафреном в годы войны разработал лечебный и пищевой белково-витаминный концентрат из травяных соков, содержащий большое количество легкопереваримого белка, липидов, каротина, за что в 1944 г. награждён орденом «Знак Почёта».
В 1950—1956 годах директор Всесоюзного института кормления сельскохозяйственных животных в Дубровицах. С 1956 зав. отделом технологии кормов ВИЖ.
Доктор сельскохозяйственных наук (1940), профессор.
Впервые в СССР разработал научно-обоснованную систему консервирования зеленых кормов. Теоретически обосновал процессы силосования, в основу которых положена разработанная им теория «сахарного минимума». Также разработал технологию сенажирования.
В 1964—1966 гг. совместно с И. И. Бойко разработал способ повышения силосуемости несилосующихся и трудносилосующихся растений (люцерна, клевер и др.) с помощью ферментных препаратов микробного происхождения.
Похоронен на 24 участке Ваганьковского кладбища.
Брат — Борис Алексеевич Зубрилин, зоотехник-коневод, лауреат Сталинской премии 1949 года.

## Награды
- Сталинская премия 1951 года — за книги: «Научные основы консервирования зелёных кормов», «Силос» и «Как надо силосовать корма» (1947—1950).
- Награждён орденами Ленина, Трудового Красного Знамени, «Знак Почёта», двумя правительственными медалями, 5 медалями ВСХВ и ВДНХ.